# Эдде, Эмиль
Эми́ль Эдде́ (араб. إميل أده‎, фр. Émile Eddé; 5 мая 1883, Дамаск — 27 сентября 1949) — маронитский ливанский политик, борец за независимость Ливана.

## Биография
Эдде родился в Дамаске. Его дед и отец работали драгоманами во французском консульстве. Школьное образование получил в школе Иезуитов в Бейруте. С 1902 по 1909 год он жил и учился в Экс-ан-Прованс. Из-за плохого состояния здоровья отца был вынужден вернуться в Ливан. Работал в Бейруте адвокатом. У него родились трое сыновей (Раймон 1913, Андре 1917 и Пьер 1921).
В Египте принимал участие в Первой мировой войне и был одним из создателей «Légion d’Orient» (Восточного легиона французской армии, состоящего из сирийских и ливанских добровольцев), который считается предшественником вооружённых сил Ливана.
Эдде был премьер-министром страны с 11 октября 1929 по 25 марта 1930 года.
В 1936 году Эдде создал и возглавлял Национальный блок. 20 января того же года стал президентом Ливана. В знак протеста против политики правительства Виши он в 1941 году подал в отставку.